# Thí nghiệm Nirenberg và Matthaei
Thí nghiệm Nirenberg và Matthaei là một thí nghiệm hóa sinh được thực hiện vào tháng 5 năm 1961 bởi Marshall W. Nirenberg và nghiên cứu sinh hậu tiến sĩ của ông là J. Heinrich Matthaei. Kết quả của thí nghiệm đã giải mã được bộ ba mã hóa (codon) đầu tiên trong 64 bộ ba của mã di truyền bằng cách sử dụng polyme thuần nhất với đơn phân axit nucleic để dịch mã ra amino acid tương ứng.
Trong thí nghiệm, họ chuẩn bị một phần chiết từ các tế bào của vi khuẩn mà có thể tổng hợp ra protein ngay cả khi không có tế bào nguyên vẹn còn sống nào. Sau đó thêm vào phân tử tổng hợp nhân tạo RNA chứa toàn bộ nucleotide uracil, hay axit polyuridylic (còn gọi là poly-U), vào hỗn hợp chứa phần chiết này để quan sát kết quả tổng hợp từ mẫu RNA trên tạo ra protein chứa toàn bộ amino acid phenylalanine. Thí nghiệm này đã giải mã codon đầu tiên (UUU) của mã di truyền và chứng tỏ RNA kiểm soát quá trình sinh tổng hợp protein.

## Bối cảnh
Năm 1944, Oswald Avery đã khám phá ra chất biến nạp để truyền các đặc tính di truyền được của phế cầu khuẩn gây bệnh (Streptococcus pneumoniae) không phải là protein hay lipid, mà theo ông nhận xét nhiều khả năng là axit deoxyribonucleic (DNA). Trong thí nghiệm của họ, ông cùng các cộng sự Colin MacLeod và Maclyn McCarty (và dựa trên kết quả thí nghiệm Griffith trước đó) đã đề xuất DNA là phân tử chịu trách nhiệm truyền tải thông tin di truyền. Sau đó, Erwin Chargaff (1950) khám phá ra thành phần DNA có sự khác nhau giữa các loài. Các thí nghiệm này đã mở đường dẫn đến khám phá ra cấu trúc của phân tử DNA. Năm 1953, nhờ kết quả của ảnh chụp tinh thể tia X của Maurice Wilkins và Rosalind Franklin, James Watson và Francis Crick đưa ra cấu trúc của DNA có dạng chuỗi xoắn kép.
Trong thập niên 1960, một trong những bí ẩn chính về DNA mà các nhà khoa học cần nghiên cứu khám phá đó là số lượng các base tìm thấy trong mỗi mã, hay codon, tham gia vào quá trình phiên mã. Các nhà khoa học đã biết rằng có bốn base xuất hiện trong đơn vị mã di truyền gốc (guanine, cytosine, adenine, và thymine). Họ cũng biết rằng có 20 amino acid trong tự nhiên. Nhà khoa học George Gamow đã đề xuất mỗi mã di truyền chứa bộ ba nucleotide mã hóa tương ứng cho một amino acid. Ông lập luận rằng bởi vì có 20 amino acid và chỉ có 4 base, mã di truyền không thể chỉ gồm 1 base (cho tổ hợp 4 kết quả) hoặc chứa 2 base (tổ hợp 16). Do vậy, ông nghĩ rằng bộ ba (cho tổ hợp 64 bộ) sẽ là đơn vị mã hóa của mã di truyền. Tuy nhiên, ông cho rằng các bộ ba xếp đan xen và không suy biến (codon degeneracy) (sau đó được Crick giải thích bằng khái niệm Wobble của ông).
Trong thập niên 1950, Seymour Benzer đã phát triển phương pháp xét nghiệm sử dụng đột biếtn ở vùng rII thể thực khuẩn T4 (có 2 gene cạnh nhau gọi là cistrons 
A và B). Với hệ thống này, Benzer đã cung cấp bản đồ cấu trúc chi tiết đầu tiên về một vùng gene, trong trường hợp này là bộ gene của thể thực khuẩn T4. Mặc dù chưa có khả năng giải trình tự DNA, Crick và đồng nghiệp đã tự thuyết phục rằng họ có thể dùng phương pháp đột biến điểm và tái tổ hợp di truyền của hệ thống T4 rII để lập ra vị trí thay đổi ở vùng gene này và thiết lập lên bản chất chung của mã di truyền. Bản đồ của Benzer về vùng T4  rII là phù hợp với kết luận rằng mỗi gene là tổ hợp các trình tự thẳng của nucleotide, và mỗi một gene trong số đó có thể trải qua sự thay đổi mang tính di truyền được mà khiến thay đổi protein sản phẩm. Chuỗi polypeptide cũng chứa một trình tự thẳng amino acid như đã được xác lập trong thập niên 1950 bởi Frederick Sanger và cộng sự. Sau đó, vào cuối thập niên 1950, Vernon Ingram chỉ ra rằng đột biến chuỗi polypeptide hemoglobin ở người là do sự thay đổi ở một amino acid. Kết luận logic rút ra từ những kết quả trên và các nghiên cứu liên quan đó là mỗi gene chứa một trình tự thẳng duy nhất các nucleotide, và mỗi trình tự này được phiên mã thành một trình tự thẳng duy nhất các amino acid. Nếu cách giải thích này là đúng, thì phải có một "mã di truyền" liên hệ giữa trình tự nucleotide của mỗi gene với trình tự amino acid mà nó mã hóa cho protein. Trong thí nghiệm Crick, Brenner et al. sau đó, sử dụng 3 thể thực khuẩn, bản chất bộ ba của mã di truyền đã được xác nhận. Họ sử dụng đột biến dịch chuyển khung (frameshift mutations) và quá trình đảo ngược, để thêm hay xóa 1, hoặc 2 hoặc 3 cặp nucleobase. Khi một bộ 3 nucleotide được thêm hay xóa vào trình tự DNA, họ nhận thấy protein được mã hóa bởi trình tự này chủ yếu không bị thay đổi (trong khi thực hiện đối với 1 hoặc 2 nucleotide thì không tổng hợp ra được protein). Do vậy, họ kết luận rằng mã di truyền bao gồm các bộ ba bởi vì chúng không gây ra sự dịch chuyển khung trong khung đọc. Họ đã kết luận đúng rằng mã di truyền là suy biến (degenerate) (các bộ ba không đan xen chồng lợp) và mỗi trình tự nucleotide được đọc từ một điểm xác định (codon khởi động hay kết thúc).
Cả Marshall Nirenberg và Johann Matthaei từ lâu đã muốn tìm hiểu làm cách nào mà thông tin được truyền từ DNA sang protein. Ở thời điểm này có một cuộc chạy đua giải mã bí mật trong trình tự DNA. Khi ấy, Severo Ochoa đang bận nghiên cứu về vấn đề mã hóa cùng với sự hỗ trợ của Leon Heppel, một nhà hóa sinh tài năng có khả năng tổng hợp được RNA nhân tạo từ các thành phần định trước. Ochoa có một đội ngũ nghiên cứu viên đông đảo, và Nirenberg cảm thấy lo lắng là ông không thể theo kịp. Nhiều nhà khoa học ở NIH đã tham gia vào hỗ trợ Nirenberg để giải mã codon trên mRNA cho amino acid. Nirenberg và nghiên cứu sinh hậu tiến sĩ Matthaei đã bắt đầu thực hiện thí nghiệm và hoàn thành nó ở một phòng thí nghiệm thuộc National Institutes of Health (NIH) nằm ở Maryland.

## Nội dung thí nghiệm

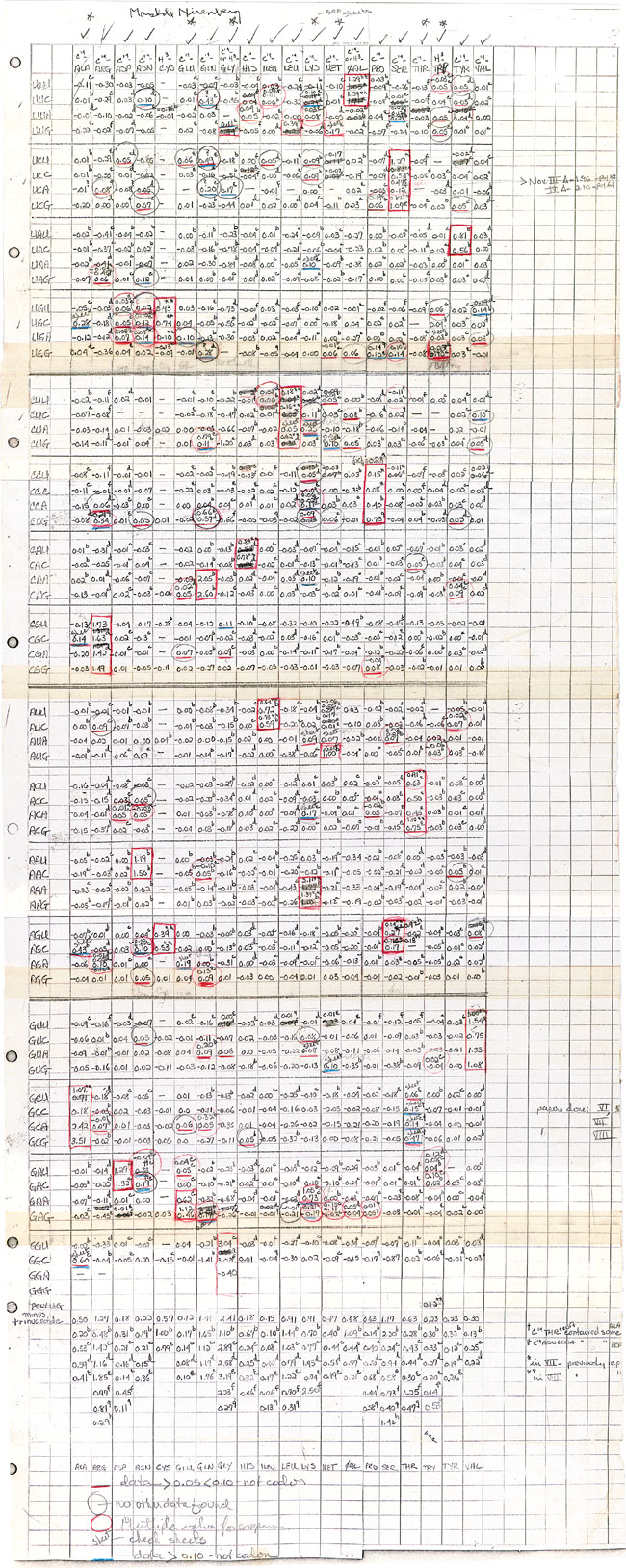
Một trong các trang ở cuốn sổ tay của Nirenberg.

Để có thể làm sáng tỏ bí ẩn này, Nirenberg và Matthaei cần một hệ tự do ngoài tế bào (cell-free system) mà cho phép tổng hợp protein từ các amino acid. Đi theo nghiên cứu của Alfred Tissieres và sau một vài lần thất bại, họ đã tạo ra được một hệ ổn định bằng cách phá vỡ các tế bào của vi khuẩn E. coli giải phóng các thành phần tế bào chất. Hệ này cho phép họ tổng hợp lên protein chỉ khi một loại đúng RNA được thêm vào, và cũng cho phép Nirenberg và Matthaei có thể kiểm soát được thí nghiệm. Họ tạo ra các phân tử RNA tổng hợp bên ngoài tế bào và đưa RNA này vào trong hệ E. coli. Thí nghiệm sử dụng 20 ống nghiệm, mỗi ống chứa một loại amino acid khác nhau. Với từng thí nghiệm, 19 ống nghiệm được trữ "lạnh", và một ống nghiệm chứa amino acid được đánh dấu bằng đồng vị phóng xạ giúp họ theo dõi phản ứng. Ống nghiệm chứa amino acid "nóng" sẽ thay đổi ở mỗi lần họ làm thí nghiệm. Nirenberg muối biết amino acid nào được kết hợp vào protein sau khi ông đưa thêm vào phân tử RNA tổng hợp.
Vào lúc 3 giờ sáng ngày 27 tháng 5, Matthaei sử dụng RNA tổng hợp chỉ chứa uracil (gọi là poly-U) cho vào trong mỗi 20 ống nghiệm chứa tế bào chất của khuẩn E. coli. Lần này Matthaei nhận thấy sự khác biệt ở ống nghiệm "nóng" với sự xuất hiện của phenylalanine. Kết quả này rất ấn tượng và đơn giản ở cùng một thời điểm: sau 1 tiếng, các ống nghiệm cho thấy mức cơ bản đếm được là 70, trong khi ở ống nghiệm nóng đếm được 38.000 trên milligram protein. Thí nghiệm đã chứng tỏ rằng chuỗi các base uracil lặp lại đã tổng hợp lên chuỗi protein chỉ chứa một amino acid lặp lại là phenylalanine. Do vậy, poly-U RNA mã hóa cho polyphenylalanine, chứa bộ ba codon UUU mã hóa cho phenylalanine. Mặc dù ở thời điểm đó, hai ông chưa thể kết luận được số lượng base trong mỗi codon. Hai người giữ bí mật kết quả thí nghiệm này cho đến khi họ hoàn thành được thí nghiệm tương tự tổng hợp protein từ các chuỗi RNA (như Poly-A) và chuẩn bị bài báo công bố. Sử dụng thí nghiệm với poly-U như là mô hình mẫu, Nirenberg cùng các cộng sự khác đã khám phá thêm ra, ví dụ AAA (03 adenine) là codon mã hóa cho amino acid lysine, và CCC (03 cytosine) mã hóa proline. Họ cũng khám phá ra rằng bằng cách thay thế 1 hoặc 2 đơn vị nucleotide trong bộ ba mã hóa, họ có thể điều khiển quá trình tổng hợp protein. Họ tìm thấy, ví dụ, phân tử RNA chứa GUU mã hóa cho valine có thể thêm vào chuỗi amino acid.

## Tiếp nhận và di sản
Tháng 8 năm 1961, tại Hội nghị Quốc tế về Hóa sinh (International Congress of Biochemistry) ở Moscow, Nirenberg đã trình bày bài báo của ông. Thí nghiệm với phân tử RNA tổng hợp nhân tạo trong hệ tự do ngoài tế bào là một sáng tạo kỹ thuật quan trọng. Năm 1961, khi họ công bố phương pháp nhằm giải mã mối quan hệ giữa mRNA với amino acid, vẫn còn có nhiều yêu cầu về thực nghiệm cần phải thực hiện trước khi toàn bộ hệ mã di truyền được giải mã. Các nhà khoa học phải xác định base nào trong mỗi codon, và tiếp theo là xác định trình tự base trong codon. Việc xác định này tốn rất nhiều thời gian nghiên cứu.
Năm 1964 và 1965, nghiên cứu sinh hậu tiến sĩ của Nirenberg là Philip Leder, đã phát triển một máy lọc cho phép đội nghiên cứu ở NIH xác định trật tự nucleotide trong các codon. Sự phát triển này đã đẩy nhanh quá trình giải mã codon mã hóa tương ứng cho amino acid. Cho đến 1966, Nirenberg thông báo ông cùng các cộng sự đã giải mã hoàn toàn được 64 codon trong mRNA  mã hóa cho tất cả 20 amino acid.
Nhờ công trình đột phát về mã di truyền, Nirenberg được nhận giải Nobel Y học và Sinh lý năm 1968 cùng với Har Gobind Khorana và Robert W. Holley. Khorana nghiên cứu độc lập đã tìm ra cách tổng hợp axit nucleic, và Holley đã khám phá ra cấu trúc chính xác của RNA vận chuyển.
The New York Times đưa tin về khám phá của Nirenberg khi viết rằng "khoa học sinh học đã đạt tới chân trời mới," dẫn đến "một cuộc cách mạng lớn hơn nhiều về ý nghĩa tiềm năng quan trọng hơn cả bom nguyên tử và bom hiđrô." Đa số cộng đồng khoa học đều nhìn thấy ý nghĩa quan trọng và lợi ích của các thí nghiệm đem lại. Chẳng hạn một số người đề cập tới hình thành một ngành mới lúc đó là Di truyền phân tử (Molecular Genetics). Như nhà khoa học từng đoạt giải Nobel hóa học năm 1948 Arne Wilhelm Kaurin Tiselius, cho rằng kiến thức thu được từ mã di truyền có thể "dẫn đến các phương pháp can thiệp vào sự sống life, tạo ra chủng bệnh mới, kiểm soát ý nghĩ, tác động tới di truyền, hay thậm chí trong những hướng mong muốn."